# Sibbald Point Provincial Park
Sibbald Point Provincial Park är en park i Kanada.   Den ligger i provinsen Ontario, i den sydöstra delen av landet, 300 km väster om huvudstaden Ottawa. Sibbald Point Provincial Park ligger 229 meter över havet.
Terrängen runt Sibbald Point Provincial Park är mycket platt, och sluttar norrut. Närmaste större samhälle är Keswick, 14,0 km sydväst om Sibbald Point Provincial Park. 
Omgivningarna runt Sibbald Point Provincial Park är en mosaik av jordbruksmark och naturlig växtlighet. Runt Sibbald Point Provincial Park är det ganska tätbefolkat, med 60 invånare per kvadratkilometer.